# Salón de la fama y museo del béisbol venezolano
El Salón de la Fama y Museo de Béisbol de Venezuela, A. C. o simplemente el Museo del Béisbol es una institución sin fines de lucro operada por intereses privados, que fue fundada el 18 de abril de 2002. La institución está ubicada en el Centro Sambil, en Valencia, capital del estado Carabobo. El museo ofrece a los visitantes los orígenes y el desarrollo del béisbol en el mundo y la historia de lo que se conoce como el deporte principal de Venezuela. También muestra, a través de sus exposiciones, los jugadores más destacados que han hecho logros significativos, así como los esfuerzos para honrar a las personas que han puesto de relieve la actividad del béisbol en Venezuela, reconociendo y valorando su impacto en la cultura nacional y exaltando a los que han hecho contribuciones sobresalientes a este deporte.
El museo ocupa una superficie total de 2 300 metros cuadrados y está distribuido en dos niveles. En la primera planta del museo cuenta con cuatro salas históricas, un auditorio dedicado a Luis Aparicio, una galería de arte con el nombre de Andrés Galarraga, una biblioteca de béisbol y una tienda. En la segunda planta se encuentran un Salón de la Fama de exposición permanente, dos jaulas de bateo, y una sala de redacción. Desde el 22 de noviembre de 2015 se exhibe la Triple Corona de Miguel Cabrera, en el marco del 70 aniversario de la Liga Venezolana de Béisbol Profesional.

## Miembros
Notas
Negrita jugadores que participaron en la Major League Baseball
Cursiva jugadores miembros del Salón de la Fama del Béisbol en Cooperstown
Elegido por el comité contemporáneo †
Elegido por el comité histórico ‡
Elegido por un comité en elección especial ↑
En el 2004 y 2014 no hubo elección

### 2003
| Nombre                | F. Nacimiento            | L. Nacimiento   | F. Fallecimiento       | L. Fallecimiento        | Posición            | Refs |
| --------------------- | ------------------------ | --------------- | ---------------------- | ----------------------- | ------------------- | ---- |
| Luis Aparicio         | 29 de abril de 1934      | Maracaibo, VE   |                        |                         | Campocorto          | ‡    |
| José Bracho           | 23 de julio de 1928      | Maracaibo, VE   | 16 de junio de 2011    | Ptos. de Altagracia, VE | Lanzador            | ‡    |
| Alejandro Carrasquel  | 24 de junio de 1920      | Caracas, VE     | 19 de agosto de 1969   | Caracas, VE             | Lanzador            | ‡    |
| Alfonso Carrasquel    | 23 de enero de 1928      | Caracas, VE     | 25 de mayo de 2005     | Caracas, VE             | Campocorto          | ‡    |
| José Antonio Casanova | 18 de febrero de 1918    | Maracaibo, VE   | 8 de julio de 1999     | Maracay, VE             | Campocorto/Manager  | ‡    |
| David Concepción      | 17 de junio de 1948      | Ocumare Cst, VE |                        |                         | Campocorto          | ‡    |
| Víctor Davalillo      | 31 de julio de 1939      | Cabimas, VE     | 6 de diciembre de 2023 | Caracas, VE             | Jardinero           | ‡    |
| Luis García           | 14 de septiembre de 1929 | Carúpano, VE    | 9 de enero de 2014     | Caracas, VE             | Tercera base        | ‡    |
| Vidal López           | 19 de abril de 1918      | Río Chico, VE   | 20 de febrero de 1972  | Caracas, VE             | Lanzador/Jardinero  | ‡    |
| Roberto Olivo         | 13 de enero de 1914      | Caracas, VE     | 22 de junio de 2005    | Caracas, VE             | Umpire              | ‡    |
| Diego Seguí           | 17 de agosto de 1937     | Holguín, CU     |                        |                         | Lanzador            | ‡    |
| Abelardo Raidi        | 25 de diciembre de 1914  | Valencia, VE    | 27 de enero de 2002    | Caracas, VE             | Ejecutivo           | ‡    |
| Juan Antonio Yanes    | 24 de junio de 1902      | Caracas, VE     | 8 de agosto de 1987    | Caracas, VE             | Propietario/Pionero | ‡    |
| César Tovar           | 30 de julio de 1940      | Caracas, VE     | 14 de julio de 1994    | Caracas, VE             | Utility             | ‡    |

### 2005
| Nombre             | F. Nacimiento        | L. Nacimiento    | F. Fallecimiento    | L. Fallecimiento | Posición        | Refs |
| ------------------ | -------------------- | ---------------- | ------------------- | ---------------- | --------------- | ---- |
| Ernesto Aparicio   | 11 de marzo de 1910  | Maracaibo, VE    | 2 de marzo de 2006  | Los Teques, VE   | Jugador/Manager | ‡    |
| Luis Aparicio, Sr. | 28 de agosto de 1912 | Maracaibo, VE    | 1 de enero de 1971  | Maracaibo, VE    | Campocorto      | ‡    |
| Antonio Armas      | 2 de julio de 1953   | Pto. Píritu, VE  |                     |                  | Jardinero       | †    |
| José Del Vecchio   | 3 de mayo de 1917    | Miranda, VE      | 27 de mayo de 1990  | Caracas, VE      | Promotor        | ‡    |
| Herman Ettedgui    | 31 de julio de 1917  | Pto. Cabello, VE | 17 de junio de 2012 | Caracas, VE      | Periodista      | ‡    |

### 2006
| Nombre                                      | F. Nacimiento         | L. Nacimiento | F. Fallecimiento        | L. Fallecimiento | Posición  | Refs |
| ------------------------------------------- | --------------------- | ------------- | ----------------------- | ---------------- | --------- | ---- |
| Campeones Mundiales de Béisbol Amateur 1941 | – –                   | – –           | – –                     | – –              | – –       | ‡    |
| Teolindo Acosta                             | 23 de julio de 1937   | Maracaibo, VE | 2 de agosto de 2004     | Valencia, VE     | Jardinero | ‡    |
| Pancho Pepe Cróquer                         | 23 de mayo de 1920    | Turmero, VE   | 18 de diciembre de 1955 | Barranquilla, CO | Narrador  | ‡    |
| Emilio Cueche                               | 20 de octubre de 1927 | Barcelona, VE | 31 de julio de 2006     | Valencia, VE     | Lanzador  | ‡    |
| Baudilio Díaz                               | 23 de marzo de 1953   | Cúa, VE       | 23 de noviembre de 1990 | Caracas, VE      | Receptor  | †    |
| Ramón Monzant                               | 4 de enero de 1933    | Maracaibo, VE | 10 de agosto de 2001    | Maracaibo, VE    | Lanzador  | ‡    |

### 2007
| Nombre               | F. Nacimiento            | L. Nacimiento | F. Fallecimiento        | L. Fallecimiento    | Posición                   | Refs |
| -------------------- | ------------------------ | ------------- | ----------------------- | ------------------- | -------------------------- | ---- |
| Pompeyo Davalillo    | 5 de julio de 1928       | Cabimas, VE   | 28 de febrero de 2013   | Ocumare del Tuy, VE | Jugador del cuadro/Manager | ‡    |
| Manuel García        | 28 de diciembre de 1905  | Manacas, CU   | 13 de abril de 1995     | Caraballeda, VE     | Lanzador                   | ‡    |
| Delio Amado León     | 13 de septiembre de 1932 | Maracay, VE   | 30 de noviembre de 1996 | Caracas, VE         | Narrador                   | ‡    |
| Jesús Marcano Trillo | 25 de diciembre de 1950  | Caripito, VE  |                         |                     | Segunda base               | †    |

### 2008
| Nombre             | F. Nacimiento           | L. Nacimiento      | F. Fallecimiento        | L. Fallecimiento   | Posición           | Refs |
| ------------------ | ----------------------- | ------------------ | ----------------------- | ------------------ | ------------------ | ---- |
| Gualberto Acosta   | 12 de julio de 1924     | Caracas, VE        | 11 de junio de 2008     | Ciudad Bolívar, VE | Umpire             | ‡    |
| Héctor Benítez     | 1 de noviembre de 1918  | Caracas, VE        | 17 de junio de 2011     | Caracas, VE        | Jardinero          | ‡    |
| Gustavo Gil        | 19 de abril de 1939     | Caracas, VE        | 8 de diciembre de 2015  | Phoenix, EUA       | Jugador del cuadro | ‡    |
| Luis Leal          | 21 de marzo de 1957     | Barquisimeto, VE   |                         |                    | Lanzador           | †    |
| Gonzalo Márquez    | 31 de marzo de 1946     | Carúpano, VE       | 20 de diciembre de 1984 | La Victoria, VE    | Primera base       | †    |
| Luis Peñalver      | 20 de noviembre de 1941 | Cumaná, VE         |                         |                    | Lanzador           | †    |
| Oscar Prieto Ortiz | 1 de agosto de 1905     | Ciudad Bolívar, VE | 10 de agosto de 1983    | Caracas, VE        | Propietario        | ‡    |

### 2009
| Nombre              | F. Nacimiento            | L. Nacimiento  | F. Fallecimiento        | L. Fallecimiento | Posición  | Refs |
| ------------------- | ------------------------ | -------------- | ----------------------- | ---------------- | --------- | ---- |
| Urbano Lugo         | 12 de agosto de 1962     | Punto Fijo, VE |                         |                  | Lanzador  | †    |
| Aurelio Monteagudo  | 19 de noviembre de 1943  | Caibarien, CU  | 19 de noviembre de 1990 | Saltillo, MX     | Lanzador  | †    |
| Oswaldo Olivares    | 15 de septiembre de 1953 | Caracas, VE    |                         |                  | Jardinero | †    |
| Regino Otero        | 7 de septiembre de 1915  | La Habana, CU  | 21 de octubre de 1988   | Hialeah, EUA     | Manager   | ‡    |
| Chucho Ramos        | 12 de abril de 1918      | Maturín, VE    | 2 de septiembre de 1977 | Caracas, VE      | Jardinero | ‡    |
| Luis Tiant          | 23 de noviembre de 1940  | Marianao, CU   |                         |                  | Lanzador  | †    |
| Carlos Tovar Bracho | 5 de febrero de 1933     | Valencia, VE   | 6 de marzo de 2001      | Caracas, VE      | Narrador  | ‡    |
| Luis Zuloaga        | 31 de diciembre de 1922  | Valencia, VE   | 22 de mayo de 2013      | Caracas, VE      | Lanzador  | ‡    |

### 2010
| Nombre             | F. Nacimiento            | L. Nacimiento  | F. Fallecimiento     | L. Fallecimiento     | Posición         | Refs |
| ------------------ | ------------------------ | -------------- | -------------------- | -------------------- | ---------------- | ---- |
| Luis Aponte        | 14 de junio de 1951      | El Tigre, VE   |                      |                      | Lanzador         | †    |
| Ángel Bravo        | 4 de agosto de 1942      | Santa Rita, VE |                      |                      | Jardinero        | ‡    |
| Andrés Galarraga   | 18 de junio de 1961      | Caracas, VE    |                      |                      | Primera base     | †    |
| Teodoro Obregón    | 17 de diciembre de 1935  | Caracas, VE    | 10 de agosto de 2013 | Caracas, VE          | Campocorto       | ‡    |
| Pedro Padrón Panza | 16 de septiembre de 1920 | La Guaira, VE  | 1 de abril de 1999   | Caracas, VE          | Propietario      | ‡    |
| Lázaro Salazar     | 4 de febrero de 1912     | La Habana, CU  | 25 de abril de 1957  | Ciudad de México, MX | Lanzador/Manager | ‡    |

### 2011
| Nombre          | F. Nacimiento           | L. Nacimiento       | F. Fallecimiento         | L. Fallecimiento | Posición   | Refs |
| --------------- | ----------------------- | ------------------- | ------------------------ | ---------------- | ---------- | ---- |
| Wilson Álvarez  | 24 de marzo de 1970     | Maracaibo, VE       |                          |                  | Lanzador   | †    |
| Oswaldo Guillén | 20 de enero de 1964     | Ocumare del Tuy, VE |                          |                  | Campocorto | †    |
| Roberto Muñoz   | 21 de noviembre de 1949 | Caracas, VE         | 23 de septiembre de 2012 | Maracay, VE      | Lanzador   | ‡    |
| Luis Salazar    | 19 de mayo de 1956      | Barcelona, VE       |                          |                  | Utility    | †    |

### 2012
| Nombre        | F. Nacimiento        | L. Nacimiento | F. Fallecimiento   | L. Fallecimiento | Posición     | Refs |
| ------------- | -------------------- | ------------- | ------------------ | ---------------- | ------------ | ---- |
| Dalmiro Finol | 21 de agosto de 1919 | Maracaibo, VE | 16 de mayo de 1994 | Maracaibo, VE    | Primera base | ‡    |
| Luis Sojo     | 3 de enero de 1965   | Caracas, VE   |                    |                  | Segunda base | †    |

### 2014
| Nombre        | F. Nacimiento           | L. Nacimiento | F. Fallecimiento | L. Fallecimiento | Posición                | Refs |
| ------------- | ----------------------- | ------------- | ---------------- | ---------------- | ----------------------- | ---- |
| Dámaso Blanco | 11 de diciembre de 1941 | Curiepe, VE   |                  |                  | Jugador/Comentarista    | ‡    |
| Juan Vené     | 10 de enero de 1929     | Caracas, VE   |                  |                  | Periodista/Comentarista | ‡    |

### 2015
| Nombre                                  | F. Nacimiento           | L. Nacimiento      | F. Fallecimiento         | L. Fallecimiento | Posición                | Refs |
| --------------------------------------- | ----------------------- | ------------------ | ------------------------ | ---------------- | ----------------------- | ---- |
| Oswaldo Blanco                          | 8 de septiembre de 1945 | Caracas, VE        |                          |                  | Primera base            | ↑    |
| Leonel Carrión                          | 15 de diciembre de 1953 | Maracaibo, VE      |                          |                  | Jardinero               | ↑    |
| Remigio Hermoso                         | 1 de octubre de 1946    | Puerto Cabello, VE |                          |                  | Segunda base            | ↑    |
| Julián Ladera                           | 15 de julio de 1928     | Carmen de Uria, VE | 14 de septiembre de 1973 | Valencia, VE     | Lanzador                | ↑    |
| Balbino Inojosa                         | 31 de marzo de 1909     | Borburata, VE      | 31 de marzo de 1974      | Caracas, VE      | Jardinero/Lanzador      | ↑    |
| Martín Tovar Lange                      | 1905                    | Caracas, VE        | 3 de noviembre de 1976   | Caracas, VE      | Propietario/Pionero     | ↑    |
| Carlos Lavaud                           | 10 de diciembre de 1904 | Caracas, VE        | 25 de noviembre de 1975  | Caracas, VE      | Propietario/Pionero     | ↑    |
| Juan Reggeti                            | 3 de enero de 1909      | Caracas, VE        | 8 de agosto de 1969      | Caracas, VE      | Propietario/Pionero     | ↑    |
| Luis Rodolfo Machado Bohórquez          | 9 de julio de 1918      | Maracaibo, VE      | 2 de julio de 1978       | Maracaibo, VE    | Propietario             | ↑    |
| Pablo Morales Pérez                     | 1905                    | La Guaira, VE      | 24 de noviembre de 1969  | Caracas, VE      | Propietario             | ↑    |
| Antonio Herrera Gutiérrez               | 1910                    | Carora, VE         | 16 de marzo de 1969      | Maracaibo, VE    | Propietario             | ↑    |
| Carlos González                         | 14 de octubre de 1932   | Tucupita, VE       | 24 de mayo de 2004       | Caracas, VE      | Periodista/Comentarista | ↑    |
| Campeones Panamericanos de Béisbol 1959 | – –                     | – –                | – –                      | – –              | – –                     | ↑    |

### 2016
| Nombre                | F. Nacimiento           | L. Nacimiento | F. Fallecimiento    | L. Fallecimiento      | Posición                                                      | Refs |
| --------------------- | ----------------------- | ------------- | ------------------- | --------------------- | ------------------------------------------------------------- | ---- |
| Rubén Mijares         | 10 de diciembre de 1938 | Patanemo, VE  | 15 de enero de 2018 | Isla de Margarita, VE | Periodista/Comentarista/Ejecutivo                             | ‡    |
| Dionisio Acosta       | 20 de marzo de 1929     | Maracaibo, VE | 16 de enero de 2013 | Cabudare, VE          | Receptor/Directivo gremialista                                | ‡    |
| Carlos Cárdenas Lares | 20 de marzo de 1973     | Caracas, VE   | 1 de marzo de 1994  | Caracas, VE           | Escritor/Promotor de la creación del Museo y Salón de la Fama | ‡    |

### 2017
| Nombre                    | F. Nacimiento         | L. Nacimiento | F. Fallecimiento         | L. Fallecimiento | Posición            | Refs |
| ------------------------- | --------------------- | ------------- | ------------------------ | ---------------- | ------------------- | ---- |
| Giovanni Carrara          | 4 de marzo de 1968    | El Tigre, VE  |                          |                  | Lanzador            | †    |
| Adolfo Álvarez            | 10 de octubre de 1930 | Carora, VE    | 12 de septiembre de 2016 | Carora, VE       | Propietario         | ‡    |
| Marco Antonio Lacavalerie | 31 de enero de 1924   | Caracas, VE   | 23 de noviembre de 1995  | Caracas, VE      | Periodista/Narrador | ‡    |

### 2018
| Nombre          | F. Nacimiento       | L. Nacimiento | F. Fallecimiento        | L. Fallecimiento | Posición | Refs |
| --------------- | ------------------- | ------------- | ----------------------- | ---------------- | -------- | ---- |
| Omar Vizquel    | 24 de abril de 1967 | Caracas, VE   |                         |                  | Jugador  |      |
| Roberto Marcano | 7 de junio de 1951  | El Clavo, VE  | 13 de noviembre de 1990 | Caracas, VE      | Jugador  |      |

### 2019
| Nombre                     | F. Nacimiento          | L. Nacimiento    | F. Fallecimiento      | L. Fallecimiento | Posición     | Refs |
| -------------------------- | ---------------------- | ---------------- | --------------------- | ---------------- | ------------ | ---- |
| Leonardo Hernández         | 6 de noviembre de 1959 | Miranda, VE      |                       |                  | Jugador      |      |
| Carlos "Terremoto" Ascanio | 4 de noviembre de 1915 | Miranda, VE      | 27 de febrero de 1998 | Caracas, VE      | Primera base |      |
| Edwin Hurtado              | 1 de febrero de 1970   | Barquisimeto, VE |                       |                  | Lanzador     |      |

### 2021
| Nombre          | F. Nacimiento          | L. Nacimiento            | F. Fallecimiento | L. Fallecimiento | Posición               | Refs |
| --------------- | ---------------------- | ------------------------ | ---------------- | ---------------- | ---------------------- | ---- |
| Robert Pérez    | 4 de junio de 1969     | San Félix, VE            |                  |                  | Jugador                |      |
| Bob Abreu       | 11 de marzo de 1974    | Aragua, VE               |                  |                  | Jardinero              |      |
| Edgardo Alfonzo | 8 de noviembre de 1973 | Santa Teresa del Tuy, VE |                  |                  | Segunda y Tercera Base |      |

### 2022
| Nombre        | F. Nacimiento        | L. Nacimiento | F. Fallecimiento | L. Fallecimiento | Posición  | Refs |
| ------------- | -------------------- | ------------- | ---------------- | ---------------- | --------- | ---- |
| Johan Santana | 13 de marzo de 1979  | Mérida, VE    |                  |                  | Lanzador  |      |
| Melvin Mora   | 7 de febrero de 1972 | Yaracuy, VE   |                  |                  | Jardinero |      |

### 2024
| Nombre               | F. Nacimiento       | L. Nacimiento    | F. Fallecimiento | L. Fallecimiento | Posición   | Refs |
| -------------------- | ------------------- | ---------------- | ---------------- | ---------------- | ---------- | ---- |
| Alfonso Saer         | 11 de junio de 1941 | Barquisimeto, VE |                  |                  | Narrador   |      |
| Óscar Prieto Párraga | 2 de marzo de 1946  | Miranda, VE      |                  |                  | Presidente |      |